# Takuya Iwasaki
Takuya Iwasaki (岩崎 卓也, Iwasaki Takuya, 9 de julho de 1929 - 4 de fevereiro de 2018) foi um arqueólogo japonês. Ele foi um especialista no Neolítico e início do Oriente Médio e realizou muitas pesquisas em sites em países como a Síria e o Irã. Iwasaki foi um professor na Universidade de Tsukuba. Formalmente, a partir de 1990, em coordenação com a universidade, ele realizou extensos trabalhos de campo na Bacia de Rouj do noroeste da Síria. Junto com Akira Tsuneki ele co-escreveu Arqueologia da Bacia de Rouj. Iwasaki também esteve envolvido com o Faculdade de Economia Doméstica da Mulher de Tóquio e dirigiu o Museu da Cidade de Matsudo de 2006-2010. Ele foi um membro do Conselho de Ciência do Japão. Ele morreu em 4 de fevereiro de 2018 aos 88 anos.